# Amar Singh Billing
Amar Singh Billing (* 10. Januar 1944 in Patiala) ist ein ehemaliger indischer Radrennfahrer.

## Sportliche Laufbahn
Amar Singh Billing war im Straßenradsport und im Bahnradsport aktiv. Er war Teilnehmer der Olympischen Sommerspiele 1964 in Tokio. Im Mannschaftszeitfahren schied Indien mit Amar Singh Billing, Dalbir Singh Gill, Chetan Singh Hari und Amar Singh Sokhi aus dem Rennen aus. In der Mannschaftsverfolgung schied er mit seinem Team in der Vorrunde aus. Auch im Sprint kam er nicht über den Vorlauf hinaus.